# The Little Rebel (film 1911)
The Little Rebel è un cortometraggio muto del 1911 diretto da Harry Solter e prodotto dalla Lubin.

## Trama
Durante la guerra di secessione americana, una coppia di innamorati si trova divisa perché ognuno dei due appartiene alla parte avversa.

## Produzione
Il film fu prodotto dalla Lubin Manufacturing Company.

## Distribuzione
Distribuito dalla General Film Company, il film - un cortometraggio in una bobina - uscì nelle sale statunitensi il 1º luglio 1911.